# Sebastian Makowski
Sebastian Makowski – polski wokalista, lider zespołu Ptaky.

## Życiorys
Zaczął grać na gitarze w wieku 12 lat. Swoje pierwsze utwory grał na ulicach Trójmiasta. Grał we własnym zespole Figa, który założył wraz z perkusistą Ireneuszem Zarębą.
W 2001 roku zadebiutował solową płytą Atomowy łabędź, wydaną w wydawnictwie Sony Music Polska, a której producentem był Wojciech Waglewski. Od 2003 roku jest członkiem i wokalistą zespołu Ptaky, odszedł z zespołu w lutym 2006 roku, powrócił do niego miesiąc później, następnie ponownie opuścił skład, powracając dopiero w grudniu 2007 roku.
W 2007 roku wydał drugi solowy album pt. Perła.
W 2011 roku wydał solowe single Ogień oraz Layla i ja. Jest pomysłodawcą oraz producentem teledysków do własnych piosenek. Występuje także w supergrupie Orkiestra Dorosłych Dzieci.